# Lorenz Lange
Lorenz Lange (o Lorents Lange , ruso Лоренц ( Лаврентий ) Ланг ) ( 1690 - 26 de diciembre de 1752, Irkutsk, Rusia) fue un oficial en Siberia del siglo XVIII que se ocupó del comercio y la diplomacia entre Rusia y China. 

## Biografía
Varios de los informes que aportó a lo largo de su carrera ejercieron influencia en la política rusa y una importante fuente de conocimiento europeo acerca de Siberia, Mongolia y China. Un diario que relataba sus viajes se publicó por vez primera en Alemania en 1723, donde más tarde tendría su traducción al francés alrededor de 1724, con el nombre de Journal du Voyage de Laurent Lange a la Chine.